# Riols
Riols é uma comuna francesa na região administrativa de Occitânia, no departamento de Hérault. Estende-se por uma área de 56,02 km². Em 2010 a comuna tinha 780 habitantes (densidade: 13,9 hab./km²).